# Fissurina comparimuralis
Fissurina comparimuralis är en lavart som beskrevs av Staiger. Fissurina comparimuralis ingår i släktet Fissurina och familjen Graphidaceae.   Inga underarter finns listade i Catalogue of Life.